# Бейтар (город)
Бейта́р, Бета́р (ивр. בֵּיתָר, ביתתר, בית תר‎) — город-крепость в древней Иудее. Располагался на Иудейских горах, к юго-западу от Иерусалима. Отождествляется с местом, называемым Хирбат-аль-Яхуд (араб. ‎еврейские руины), рядом с современной деревней Баттир.
Последний оплот восстания Бар-Кохбы.

## Падения Бейтара
После трёх с половиной лет осады крепости, римляне, по подсказке самаритян, нашли тайную дорогу к крепости и неожиданно появились в городе.
Крепость пала 9-го ава — день разрушения Храма. Когда крепость попала в руки римских солдат, они устроили в городе резню, перебив (согласно некоторым источникам) 600 тысяч человек. Оставшиеся в живых были проданы в рабство на рынках Иудеи и Египта.